# Side A
Side A (en español: Cara A), es una banda filipina de género Pop/rock formado en 1985 en la que ganaron un reconocimiento en la escena musical durante los años 1980, 1990 y principios de 2000, gracias al tema musical más conocido por su sencillo titulado "Para siempre".

## Orígenes y primeros años
Fueron conocidos primero bajo el nombre como "Toto" de Filipinas, la banda fue creada por los hermanos Rodel (de Second Wind) y Naldy Gonzales con Joey Benin, Kelly Badon, Mar Dizon  y Pido Lalimarmo (de Take One y South Border) en 1985. Además administraron una empresa para producir música cristiana como una orientación conocida como Artistation Inc. cuyo propietario es Tracy Wyngard.

## Miembros
- Naldy Gonzales
- Joey Generoso
- Leevon Cailao
- Ernie Severino
- Ned Esguerra

## Anteriores miembros
- Kelly Badon
- Joey Benin
- Pido Lalimarmo
- Mar Dizon
- Rodel Gonzales

## Discografía[1]

### Álbumes de estudio
| Artista | Álbum            | Lista | Año  | Reconocimiento   |
| ------- | ---------------- | --- | ---- | ---------------- |
| Side A  | Side A           | Di Pa Huli Eva Marie Love Will Find A Way Love That Was Still A Mystery Windows Of Our Souls Can't You Love Me Anymore Heart For Another Love Love's Bound In Time Forever Stay                               | 1989 | Ivory Music, Inc |
| Side A  | White Album      | Hold On I Will Always Stay Only You There Will Never Be Another Lahat May Pag-Asa Time To Let Go I'll Be There Chances Are Samahan Mo Ako                                                                     | 1991 | Vicor Music      |
| Side A  | Blue Album       | Tuloy Pa Rin Ako Love is Here To Stay Sana Naman I'll Be Seeing You Again Pangako Love Isn't Hard To Find Only You The Prelude Don't Stop Believing                                                           | 1993 | Vicor Music      |
| Side A  | By Your Side     | Set You Free True Love Can Always Wait You and I So Many Questions By Your Side Open Your Eyes Forevermore Tell Me                                                                                            | 1995 | Warner Music     |
| Side A  | Side A 12        | The Girl Is So Right For Me Endlessly Just Wanna Make You Happy Always There Don't Get Me Started Wala Nang Iba Forever Starts Today Can't Keep This Feeling In All This Time (feat. Sharon Cuneta) Breakaway | 1997 | Warner Music     |
| Side A  | Ang Ating Awitin | Ang Aking Awitin Let The Pain Remain Iduyan Mo Pinay Habang May Buhay Manila Sa Ugoy Ng Duyan Anak Forevermore (feat. ELKE and MIRA SAISON of Toy Symphony)                                                   | 1998 | Warner Music     |
| Side A  | Will I Ever...   | Will I Ever If Only Still The One 'Till Falling In Love With Marilyn I Accept I Still Cry Clara's Eyes One Wish I Wanna Love You                                                                              | 2000 | Warner Music     |
| Side A  | Titanium         | Dream On Love is Another Fragile Break My Heart Again Don't Let The World Win Nais Ko With You When I C U 2NYT Make Believe I Surrender                                                                       | 2003 | PolyEast Records |
| Side A  | Only One         | Only One Kung Wala Ka Na Just Wanna Be With You That’s Okay Tila Fallin' Something’s Missing Can’t You See Where Do I Go? Save Me Die Just A Little                                                           | 2009 | MCA Music, Inc.  |

### Copilación de álbumes
| Artist | Album                   | Tracks | Year | Records      |
| ------ | ----------------------- | --- | ---- | ------------ |
| Side A | The Platinum Collection | Forevermore So Many Questions Tell Me Ang Aking Awitin Will I Ever The Girl's So Right For Me If Only By Your Side Think It Over Let The Pain Remain Endlessly Anak Set You Free Umagang Kay Ganda Clara's Eyes All This Time Foolish Heart (live version) | 2001 | Warner Music |
| Side A | Anthology               | Di Pa Huli Eva Marie Window Of Our Souls Hold On I Will Always Stay Only You Time To Let Go Chances Are Tuloy Pa Rin Ako Sana Naman Pangako Don't Stop Believing Set You Free You And I So Many Questions By Your Side Forevermore Tell Me By Your Side (Live) I Believe In Dreams (Live) No Other Love (Live) Foolish Heart (Live) Forevermore (Live) The Girl Is So Right For Me Endlessly Ang Aking Awitin Let The Pain Remain Manila Sa Ugoy Ng Duyan Anak Will I Ever If Only Clara's Eyes All This Time (feat. Sharon Cuneta) Think It Over (feat. Zsa Zsa Padilla) Tell Me (Acoustic Version) Ang Aking Awiting (Acoustic Version) Got To Believe In Magic | 2004 | Warner Music |

### Álbumes de vida
| Artista | Álbum                                 | Listas | Año  | Reconocimiento |
| ------- | ------------------------------------- | --- | ---- | -------------- |
| Side A  | Side A Live! 10th Anniversary Concert | By Your Side I Believe in Dreams No Other Love Sabi-Sabi Medley: I'll Alway Stay In Love This Way; Don't Know What To Say, Don't Know What To Do; You; Tell Me Set You Free Foolish Heart Hurt Your Smiling Face Forever More                                                              | 1996 | Warner Music   |
| Side A  | Side A Gig (All Hits Live)            | All I Need Heart of Mine Later Whenever I Call You Friend Wild World Heart To Heart Stormy Rosanna Rainbows End Sailing Our Love I Don't Want To Miss A Thing Queen Medley (We Will Rock You, We Are The Champions, Bohemian Rhapsody) You To Me Are Everything Stars Faithfully (encore!) | 2005 | Viva Records   |

### Álbum cristiano
| Artista | Álbum             | Listas | Año  | Reconocimiento |
| ------- | ----------------- | --- | ---- | -------------- |
| Side A  | Remember December | Remember December This Christmas My Christmas Wish Christmas Time Again I'll Be Home For Christmas Merry Christmas, Happy Christmas Miss Kita Kung Christmas Pasko Na Sinta Ko Give Love on Christmas Day Thank You for Christmas Day | 1999 | Warner Music   |

## EPS y sencillos
- Tantas preguntas (1996) - Se le otorga el Premio Awit 1994 a la Mejor Grabación Balada y Mejor Actuación de un grupo
- Para siempre (1996) - El primer EP de vender más de 90.000 copias! El sencillo "Forever More " les ganó el Premio 1996 Awit a la Mejor Interpretación por un grupo para el tercer año consecutivo y la Canción del Año. También incluye una nueva versión de "Tell Me", originalmente cantada por Joey Albert.
- Hasta entonces (1996) - Este single fue popularizado por un anuncio de champú y se adaptó más tarde por Gary V